# David Cheng

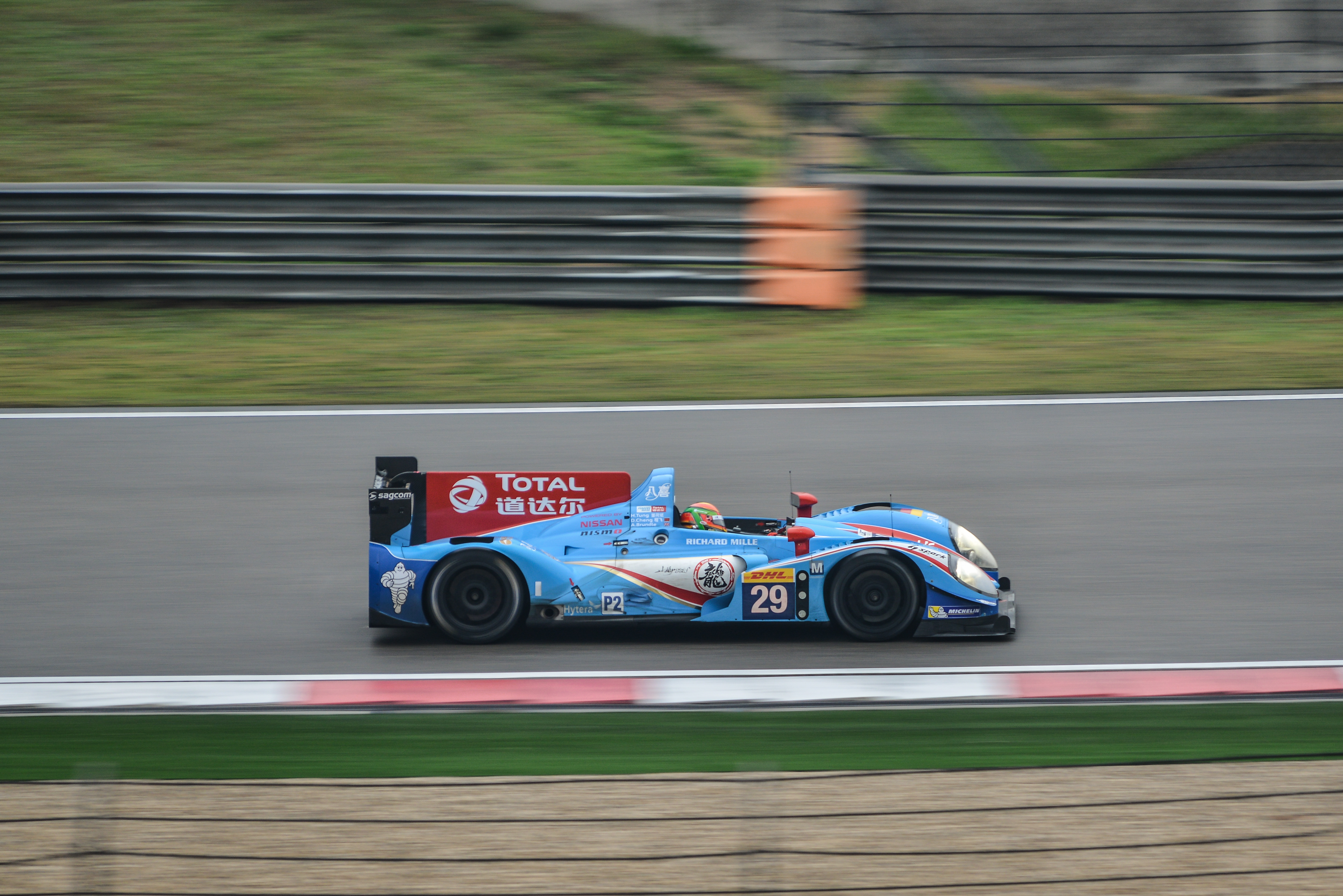
Der von David Cheng beim 6-Stunden-Rennen von Shanghai 2015 gefahrene Morgan LMP2

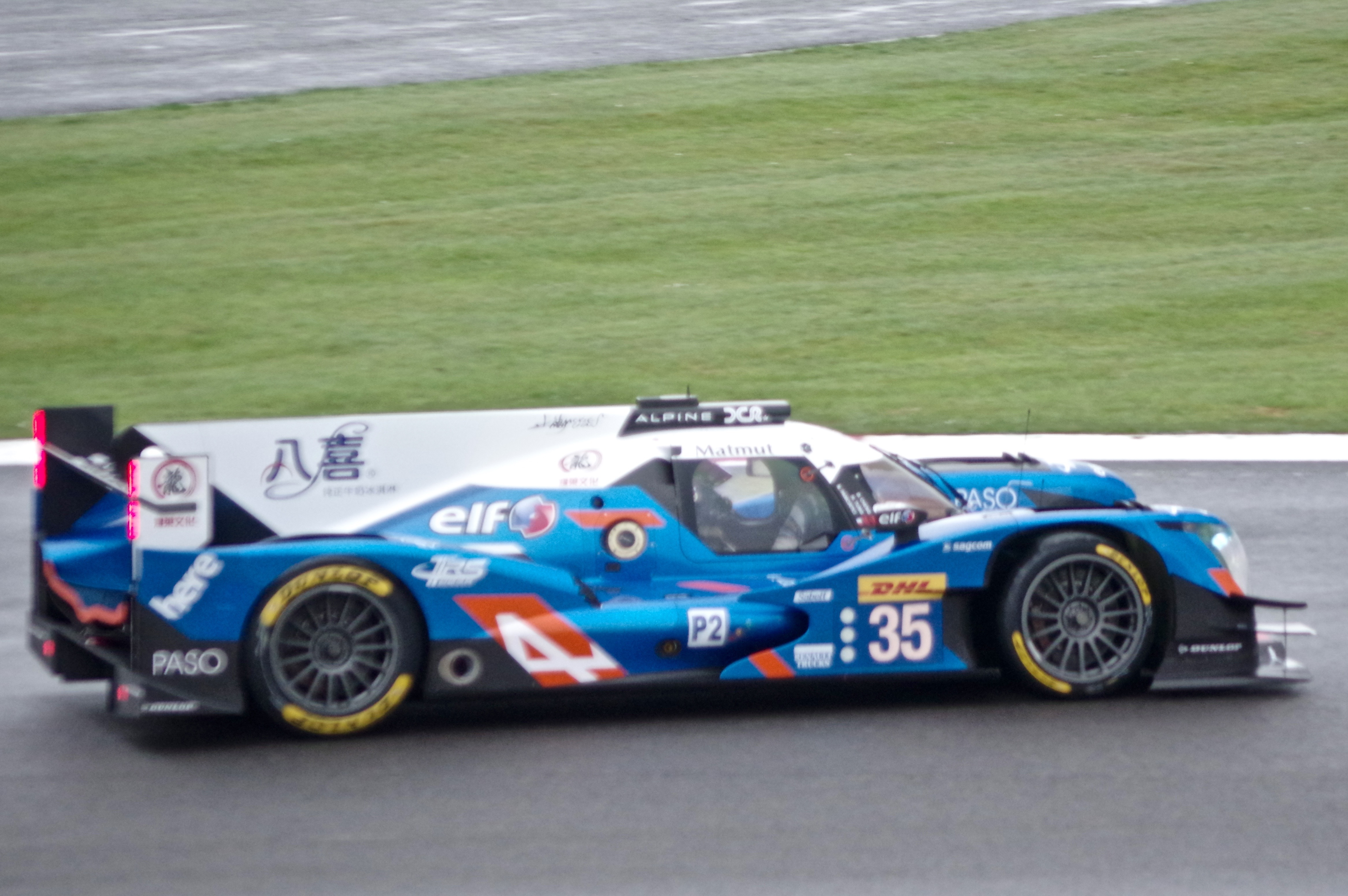
Der Alpine A460 von Ho-Pin Tung, Nelson Panciatici und David Cheng beim 6-Stunden-Rennen von Silverstone 2016

David Fei Cheng (* 21. Juli 1989 in Peking, Volksrepublik China) ist ein US-amerikanisch-chinesischer Automobilrennfahrer. 2013 und 2014 gewann er die LMP2-Fahrerwertung und 2015/16 die LMP3-Fahrerwertung der Asian Le Mans Series (AsLMS). 2016 fährt er in der FIA-Langstrecken-Weltmeisterschaft (WEC).

## Karriere
Cheng begann seine Motorsportkarriere 2006 im Kartsport, in dem er bis 2007 aktiv blieb. 2008 wechselte Cheng in den Formelsport und trat in der Skip Barber Western Regional Championship an. 2009 fuhr er in der Skip Barber Eastern Regional Championship und nahm zudem für PR1 Motorsports an einigen Rennen der Pacific Formula F2000 teil. 2010 blieb Cheng in der Pacific Formula F2000 und wurde mit PR1 Motorsports Vizemeister. Außerdem bestritt er zwei Rennen in der U.S. F2000 National Championship.
2011 erreichte Cheng erneut mit PR1 Motorsports den zweiten Platz in der Pacific Formula F2000. Darüber hinaus bestritt er Sportwagenrennen. Er wurde Siebter im chinesischen Volkswagen Scirocco R Cup und ging für PR1 Motorsports zu je einem Rennen der American Le Mans Series (ALMS) und der Rolex Sports Car Series an den Start. 2012 nahm Cheng im Formelsport an einigen Rennen der Pacific Formula F2000 und der Formula Pilota China teil. Auch im Sportwagen fuhr Cheng in diesem Jahr sowohl in China, als auch in den Vereinigten Staaten. Er wurde mit vier Siegen Fünfter im chinesischen Volkswagen Scirocco R Cup und er gewann ein Rennen in der Continental Tire Sports Car Challenge.
2013 fuhr Cheng für OAK Racing in der Asian Le Mans Series (AsLMS). Mit wechselnden Teamkollegen gewann er zwei Rennen. Er entschied die Fahrerwertung der LMP2-Klasse für sich. In der ALMS fuhr er einige Rennen für PR1 Mathiesen Motorsports und wurde mit einem Klassensieg 23. in der PC-Wertung. Außerdem debütierte er mit OAK Racing in der FIA-Langstrecken-Weltmeisterschaft (WEC) und nahm an zwei Rennen teil. Ferner bestritt er für PR1 Motorsport zwei Rennen in der Pacific Formula F1600. 2014 gewann Cheng zusammen mit Ho-Pin Tung für OAK Racing alle Rennen der Asian Le Mans Series und gewann die LMP2-Fahrerwertung zusammen mit Tung. Außerdem bestritt er für verschiedene Teams vier Rennen der United SportsCar Championship 2014 (USCC) und er absolvierte für OAK Racing drei Gaststarts in der FIA-Langstrecken-Weltmeisterschaft. Dabei debütierte Cheng unter anderem beim 24-Stunden-Rennen von Le Mans. Des Weiteren fuhr er zwei Rennen im chinesischen Audi R8 LMS Cup.
2015 fuhr Cheng Langstreckenrennen in der United SportsCar Championship, der Asian Le Mans Series sowie der European Le Mans Series und er bestritt Gaststarts in der FIA-Langstrecken-Weltmeisterschaft. In der Asian Le Mans Series gewann er zusammen mit Tung die LMP3-Wertung für DC Racing. Ferner trat er zu einigen Rennen des chinesischen Audi R8 LMS Cups an. 2016 erhielt Cheng ein Cockpit beim von Signatech betreuten Team Baxi DC Racing Alpine in der FIA-Langstrecken-Weltmeisterschaft. Er bildet dort ein Fahrertrio mit Nelson Panciatici und Tung.

## Persönliches
Cheng besitzt sowohl die Staatsbürgerschaft von Hongkong, als auch die der Vereinigten Staaten. Er startet im Motorsport zum Teil mit chinesischer und zum Teil mit US-amerikanischer Nationalität.

## Statistik

### Karrierestationen
| - 2006–2007: Kartsport - 2008: Skip Barber, Western (Platz 7) - 2009: Skip Barber, Eastern - 2009: Pacific Formula F2000 (Platz 11) - 2010: Pacific Formula F2000 (Platz 2) - 2010: U.S. F2000 National - 2011: Pacific Formula F2000 (Platz 2) - 2011: Chinesischer Volkswagen Scirocco R Cup (Platz 7) - 2011: ALMS, LMPC (Platz 18) | - 2011: Rolex Sports Car Series, GT (Platz 57) - 2012: Pacific Formula F2000 (Platz 7) - 2012: Formula Pilota China (Platz 19) - 2012: Chinesischer Volkswagen Scirocco R Cup (Platz 5) - 2012: Continental Tire Sports Car Challenge, ST (Platz 42) - 2013: AsLMS, LMP2 (Meister) - 2013: ALMS, PC (Platz 23) - 2013: WEC (Platz 27) - 2013: Pacific Formula F1600 (Platz 8) | - 2014: AsLMS, LMP2 (Meister) - 2014: USCC, PC (Platz 21) - 2014: Chinesischer Audi R8 LMS Cup (Platz 20) - 2015: AsLMS, LMP3 (Meister) - 2015: USCC, Prototype (Platz 27) - 2015: USCC, PC (Platz 41) - 2015: ELMS, LMP2 (Platz 16) - 2015: Chinesischer Audi R8 LMS Cup (Platz 23) - 2016: WEC |

### Le-Mans-Ergebnisse
| Jahr | Team                  | Fahrzeug     | Teamkollege       | Teamkollege    | Platzierung | Ausfallgrund |
| ---- | --------------------- | ------------ | ----------------- | -------------- | ----------- | ------------ |
| 2014 | OAK Racing            | Ligier JS P2 | Adderly Fong      | Ho-Pin Tung    | Rang 11     |              |
| 2015 | Pegasus Racing        | Morgan LMP2  | Léo Roussel       | Ho-Pin Tung    | Rang 19     |              |
| 2016 | Baxi DC Racing Alpine | Alpine A460  | Nelson Panciatici | Ho-Pin Tung    | Ausfall     | Unfall       |
| 2017 | Jackie Chan DC Racing | Oreca 07     | Tristan Gommendy  | Alex Brundle   | Rang 3      |              |
| 2018 | Jackie Chan DC Racing | Oreca 07     | Nicholas Boulle   | Pierre Nicolet | Rang 12     |              |

### Sebring-Ergebnisse
| Jahr | Team                      | Fahrzeug    | Teamkollege          | Teamkollege    | Teamkollege    | Platzierung            | Ausfallgrund |
| ---- | ------------------------- | ----------- | -------------------- | -------------- | -------------- | ---------------------- | ------------ |
| 2013 | PR1 Mathiasen Motorsports | Oreca FLM09 | David Ostella        | Mike Guasch    |                | Rang 9 und Klassensieg |              |
| 2014 | Starworks Motorsport      | Oreca FLM09 | Renger van der Zande | Martín Fuentes | Sam Bird       | Rang 21                |              |
| 2015 | BAR1 Motorsports          | Oreca FLM09 | Marc Drumwright      | Tomy Drissi    | Martin Plowman | Rang 29                |              |

### Einzelergebnisse in der FIA-Langstrecken-Weltmeisterschaft
| Saison  | Team               | Rennwagen                | 1   | 2   | 3   | 4   | 5   | 6   | 7   | 8   | 9   |
| ------- | ------------------ | ------------------------ | --- | --- | --- | --- | --- | --- | --- | --- | --- |
| 2013    | OAK Racing         | Morgan LMP2              | SIL | SPA | LEM | SAO | AUS | FUJ | SHA | BAH |     |
| 2013    | OAK Racing         | Morgan LMP2              |     |     |     |     |     |     | 10  | 7   |     |
| 2014    | OAK Racing         | Ligier JS P2 Morgan LMP2 | SIL | SPA | LEM | AUS | FUJ | SHA | BAH | SAO |     |
| 2014    | OAK Racing         | Ligier JS P2 Morgan LMP2 |     |     | 11  |     |     | 15  | 10  |     |     |
| 2015    | Pegasus Racing     | Morgan LMP2              | SIL | SPA | LEM | NÜR | AUS | FUJ | SHA | BAH |     |
| 2015    | Pegasus Racing     | Morgan LMP2              |     |     | 19  |     |     |     | 13  |     |     |
| 2016    | Alpine             | Alpine A460              | SIL | SPA | LEM | NÜR | MEX | AUS | FUJ | SHA | BAH |
| 2016    | Alpine             | Alpine A460              | 11  | DNF | DNF | 14  | 11  | 26  | 15  | 15  | 14  |
| 2017    | Jackie Chan Racing | Oreca 07                 | SIL | SPA | LEM | NÜR | MEX | AUS | FUJ | SHA | BAH |
| 2017    | Jackie Chan Racing | Oreca 07                 | 11  | 16  | 3   | 9   | 10  | 9   | DNF | 12  | 12  |
| 2018/19 | Jackie Chan Racing | Oreca 07                 | SPA | LEM | SIL | FUJ | SHA | SEB | SPA | LEM |     |
| 2018/19 | Jackie Chan Racing | Oreca 07                 | 12  |     |     |     |     |     |     |     |     |